# 키프로스 축구 국가대표팀
키프로스 축구 국가대표팀(그리스어: Εθνική ομάδα ποδοσφαίρου της Κύπρου)은 키프로스를 대표하는 축구 국가대표팀으로 키프로스 축구 협회에서 관리하며 유럽 축구 최약체팀 중 하나로 손꼽힌다. 1960년 11월 13일 이스라엘과의 1962년 FIFA 월드컵 유럽 지역 예선에서 국제 A매치 데뷔전을 치렀으며 홈 구장으로는 GSP 스타디움을 사용하고 있다.

## 국제 대회 경력

### FIFA 월드컵
현재까지도 월드컵 본선 진출 기록은 전무하며 1998년 FIFA 월드컵 유럽 지역 예선 8경기에서 3승 1무 4패의 성적을 거두었고 이 가운데 2승을 강력한 꼴찌 경쟁 상대인 룩셈부르크를 상대로 거두었으며 2018년 FIFA 월드컵 유럽 지역 예선 H조 10경기에서도 3승 1무 6패를 기록하며 20년만에 월드컵 지역 예선 최다 승점 타이 기록을 수립했다. 특히 이 과정에서 강력한 조 꼴찌 경쟁 상대인 지브롤터에 2연승을 거두었고 2014년 FIFA 월드컵 본선 진출팀인 보스니아 헤르체고비나와의 7차전에서 승리를 거두었다.

### UEFA 유럽 축구 선수권 대회
유로 대회 본선 경험도 현재 전무한 상태이며 승점만으로 놓고 봤을 때 가장 좋은 성적을 거둔 예선은 UEFA 유로 2008 예선으로 12경기에서 4승 2무 6패의 성적을 거두었고 이 가운데 강력한 D조 꼴찌 후보이자 최약체인 산마리노를 상대로 2연승을 거두었고 아일랜드와 웨일스를 상대로도 각각 1승씩 챙겼다.

### UEFA 네이션스리그

#### 2018-19 시즌
네이션스리그의 첫 시즌에서 리그 C에 편입된 키프로스는 슬로베니아, 노르웨이, 불가리아와 함께 3조에 편성되어 첫 경기에서 노르웨이에 0-2로 패했고 슬로베니아와의 2차전에서는 2-1로 승리를 거두었다. 그리고 다시 만난 슬로베니아와 불가리아와의 3차전과 4차전에서 모두 1-1로 비겼고 노르웨이와의 최종전에서 0-2로 패하면서 1승 3무 2패·조 3위에 머물렀다. 하지만 차기 시즌의 진행 방식 변경으로 인해 리그 D로의 강등은 이뤄지지 않았다.

### 지중해 경기 대회
이 대회에는 그리스에서 열린 1991년 대회에 유일하게 참가했지만 모로코와의 D조 조별 예선 경기에서 0-3으로 완패를 당하며 탈락했다.

## FIFA 월드컵 (본선)
| 년도   | 결과      | 순위      | 경기      | 승        | 무*       | 패        | 득점      | 실점      | 승점      |
| ------ | --------- | --------- | --------- | --------- | --------- | --------- | --------- | --------- | --------- |
| 1930년 | 독립 이전 | 독립 이전 | 독립 이전 | 독립 이전 | 독립 이전 | 독립 이전 | 독립 이전 | 독립 이전 | 독립 이전 |
| 1934년 | 독립 이전 | 독립 이전 | 독립 이전 | 독립 이전 | 독립 이전 | 독립 이전 | 독립 이전 | 독립 이전 | 독립 이전 |
| 1938년 | 독립 이전 | 독립 이전 | 독립 이전 | 독립 이전 | 독립 이전 | 독립 이전 | 독립 이전 | 독립 이전 | 독립 이전 |
| 1950년 | 독립 이전 | 독립 이전 | 독립 이전 | 독립 이전 | 독립 이전 | 독립 이전 | 독립 이전 | 독립 이전 | 독립 이전 |
| 1954년 | 독립 이전 | 독립 이전 | 독립 이전 | 독립 이전 | 독립 이전 | 독립 이전 | 독립 이전 | 독립 이전 | 독립 이전 |
| 1958년 | 독립 이전 | 독립 이전 | 독립 이전 | 독립 이전 | 독립 이전 | 독립 이전 | 독립 이전 | 독립 이전 | 독립 이전 |
| 1962년 | 예선 탈락 | 예선 탈락 | 예선 탈락 | 예선 탈락 | 예선 탈락 | 예선 탈락 | 예선 탈락 | 예선 탈락 | 예선 탈락 |
| 1966년 | 예선 탈락 | 예선 탈락 | 예선 탈락 | 예선 탈락 | 예선 탈락 | 예선 탈락 | 예선 탈락 | 예선 탈락 | 예선 탈락 |
| 1970년 | 예선 탈락 | 예선 탈락 | 예선 탈락 | 예선 탈락 | 예선 탈락 | 예선 탈락 | 예선 탈락 | 예선 탈락 | 예선 탈락 |
| 1974년 | 예선 탈락 | 예선 탈락 | 예선 탈락 | 예선 탈락 | 예선 탈락 | 예선 탈락 | 예선 탈락 | 예선 탈락 | 예선 탈락 |
| 1978년 | 예선 탈락 | 예선 탈락 | 예선 탈락 | 예선 탈락 | 예선 탈락 | 예선 탈락 | 예선 탈락 | 예선 탈락 | 예선 탈락 |
| 1982년 | 예선 탈락 | 예선 탈락 | 예선 탈락 | 예선 탈락 | 예선 탈락 | 예선 탈락 | 예선 탈락 | 예선 탈락 | 예선 탈락 |
| 1986년 | 예선 탈락 | 예선 탈락 | 예선 탈락 | 예선 탈락 | 예선 탈락 | 예선 탈락 | 예선 탈락 | 예선 탈락 | 예선 탈락 |
| 1990년 | 예선 탈락 | 예선 탈락 | 예선 탈락 | 예선 탈락 | 예선 탈락 | 예선 탈락 | 예선 탈락 | 예선 탈락 | 예선 탈락 |
| 1994년 | 예선 탈락 | 예선 탈락 | 예선 탈락 | 예선 탈락 | 예선 탈락 | 예선 탈락 | 예선 탈락 | 예선 탈락 | 예선 탈락 |
| 1998년 | 예선 탈락 | 예선 탈락 | 예선 탈락 | 예선 탈락 | 예선 탈락 | 예선 탈락 | 예선 탈락 | 예선 탈락 | 예선 탈락 |
| 2002년 | 예선 탈락 | 예선 탈락 | 예선 탈락 | 예선 탈락 | 예선 탈락 | 예선 탈락 | 예선 탈락 | 예선 탈락 | 예선 탈락 |
| 2006년 | 예선 탈락 | 예선 탈락 | 예선 탈락 | 예선 탈락 | 예선 탈락 | 예선 탈락 | 예선 탈락 | 예선 탈락 | 예선 탈락 |
| 2010년 | 예선 탈락 | 예선 탈락 | 예선 탈락 | 예선 탈락 | 예선 탈락 | 예선 탈락 | 예선 탈락 | 예선 탈락 | 예선 탈락 |
| 2014년 | 예선 탈락 | 예선 탈락 | 예선 탈락 | 예선 탈락 | 예선 탈락 | 예선 탈락 | 예선 탈락 | 예선 탈락 | 예선 탈락 |
| 2018년 | 예선 탈락 | 예선 탈락 | 예선 탈락 | 예선 탈락 | 예선 탈락 | 예선 탈락 | 예선 탈락 | 예선 탈락 | 예선 탈락 |
| 합계   |           |           |           |           |           |           |           |           |           |

## FIFA 월드컵 (예선)
| 1930년 | 독립 이전                                 | 독립 이전                                 | 독립 이전                                 | 독립 이전                                 | 독립 이전                                 | 독립 이전                                 | 독립 이전                                 |                                           |                                           |
| 1934년 | 독립 이전                                 | 독립 이전                                 | 독립 이전                                 | 독립 이전                                 | 독립 이전                                 | 독립 이전                                 | 독립 이전                                 |                                           |                                           |
| 1938년 | 독립 이전                                 | 독립 이전                                 | 독립 이전                                 | 독립 이전                                 | 독립 이전                                 | 독립 이전                                 | 독립 이전                                 |                                           |                                           |
| 1950년 | 독립 이전                                 | 독립 이전                                 | 독립 이전                                 | 독립 이전                                 | 독립 이전                                 | 독립 이전                                 | 독립 이전                                 |                                           |                                           |
| 1954년 | 독립 이전                                 | 독립 이전                                 | 독립 이전                                 | 독립 이전                                 | 독립 이전                                 | 독립 이전                                 | 독립 이전                                 |                                           |                                           |
| 1958년 | 독립 이전                                 | 독립 이전                                 | 독립 이전                                 | 독립 이전                                 | 독립 이전                                 | 독립 이전                                 | 독립 이전                                 |                                           |                                           |
| 1962년 | 2                                         | 0                                         | 1                                         | 1                                         | 2                                         | 7                                         | 1                                         |                                           |                                           |
| 1966년 | 4                                         | 0                                         | 0                                         | 4                                         | 0                                         | 19                                        | 0                                         |                                           |                                           |
| 1970년 | 6                                         | 0                                         | 0                                         | 6                                         | 2                                         | 35                                        | 0                                         |                                           |                                           |
| 1974년 | 6                                         | 1                                         | 0                                         | 5                                         | 1                                         | 14                                        | 3                                         |                                           |                                           |
| 1978년 | 6                                         | 0                                         | 0                                         | 6                                         | 3                                         | 24                                        | 0                                         |                                           |                                           |
| 1982년 | 8                                         | 0                                         | 0                                         | 8                                         | 4                                         | 29                                        | 0                                         |                                           |                                           |
| 1986년 | 6                                         | 0                                         | 0                                         | 6                                         | 3                                         | 18                                        | 0                                         |                                           |                                           |
| 1990년 | 8                                         | 0                                         | 1                                         | 7                                         | 6                                         | 20                                        | 1                                         |                                           |                                           |
| 1994년 | 10                                        | 2                                         | 1                                         | 7                                         | 8                                         | 18                                        | 7                                         |                                           |                                           |
| 1998년 | 8                                         | 3                                         | 1                                         | 4                                         | 10                                        | 15                                        | 10                                        |                                           |                                           |
| 2002년 | 10                                        | 2                                         | 2                                         | 6                                         | 13                                        | 31                                        | 8                                         |                                           |                                           |
| 2006년 | 10                                        | 1                                         | 1                                         | 8                                         | 8                                         | 20                                        | 4                                         |                                           |                                           |
| 2010년 | 10                                        | 2                                         | 3                                         | 5                                         | 14                                        | 16                                        | 9                                         |                                           |                                           |
| 2014년 | 10                                        | 1                                         | 2                                         | 7                                         | 4                                         | 15                                        | 5                                         |                                           |                                           |
| 2018년 | 10                                        | 3                                         | 1                                         | 6                                         | 9                                         | 18                                        | 10                                        |                                           |                                           |
| 합계   | 114                                       | 15                                        | 13                                        | 86                                        | 87                                        | 299                                       | 58                                        |                                           |                                           |
| 순위   | 월드컵 예선 승점 순위 : 113위 (유럽 40위) | 월드컵 예선 승점 순위 : 113위 (유럽 40위) | 월드컵 예선 승점 순위 : 113위 (유럽 40위) | 월드컵 예선 승점 순위 : 113위 (유럽 40위) | 월드컵 예선 승점 순위 : 113위 (유럽 40위) | 월드컵 예선 승점 순위 : 113위 (유럽 40위) | 월드컵 예선 승점 순위 : 113위 (유럽 40위) | 월드컵 예선 승점 순위 : 113위 (유럽 40위) | 월드컵 예선 승점 순위 : 113위 (유럽 40위) |

## UEFA 유럽 축구 선수권 대회
- 1960년 - 독립 이전
- 1964년 - 불참
- 1968년 ~ 2020년 - 예선 탈락

### UEFA 유럽 축구 선수권 대회 (예선)
| 1960년 | 독립 이전                  | 독립 이전                  | 독립 이전                  | 독립 이전                  | 독립 이전                  | 독립 이전                  | 독립 이전                  |                            |                            |
| 1964년 | 불참                       | 불참                       | 불참                       | 불참                       | 불참                       | 불참                       | 불참                       |                            |                            |
| 1968년 | 6                          | 1                          | 0                          | 5                          | 3                          | 25                         | 3                          |                            |                            |
| 1972년 | 6                          | 0                          | 0                          | 6                          | 2                          | 26                         | 0                          |                            |                            |
| 1976년 | 6                          | 0                          | 0                          | 6                          | 0                          | 16                         | 0                          |                            |                            |
| 1980년 | 6                          | 0                          | 1                          | 5                          | 2                          | 19                         | 1                          |                            |                            |
| 1984년 | 8                          | 0                          | 2                          | 6                          | 4                          | 21                         | 2                          |                            |                            |
| 1988년 | 8                          | 0                          | 1                          | 7                          | 3                          | 16                         | 1                          |                            |                            |
| 1992년 | 8                          | 0                          | 0                          | 8                          | 2                          | 25                         | 0                          |                            |                            |
| 1996년 | 10                         | 1                          | 4                          | 5                          | 6                          | 20                         | 7                          |                            |                            |
| 2000년 | 8                          | 4                          | 0                          | 4                          | 12                         | 21                         | 12                         |                            |                            |
| 2004년 | 8                          | 2                          | 2                          | 4                          | 9                          | 18                         | 8                          |                            |                            |
| 2008년 | 12                         | 4                          | 2                          | 6                          | 17                         | 24                         | 14                         |                            |                            |
| 2012년 | 8                          | 0                          | 2                          | 6                          | 7                          | 20                         | 2                          |                            |                            |
| 2016년 | 10                         | 4                          | 0                          | 6                          | 16                         | 17                         | 12                         |                            |                            |
| 2020년 | 10                         | 3                          | 1                          | 6                          | 15                         | 20                         | 10                         |                            |                            |
| 합계   | 114                        | 19                         | 15                         | 80                         | 98                         | 288                        | 72                         |                            |                            |
| 순위   | 유로 예선 승점 순위 : 39위 | 유로 예선 승점 순위 : 39위 | 유로 예선 승점 순위 : 39위 | 유로 예선 승점 순위 : 39위 | 유로 예선 승점 순위 : 39위 | 유로 예선 승점 순위 : 39위 | 유로 예선 승점 순위 : 39위 | 유로 예선 승점 순위 : 39위 | 유로 예선 승점 순위 : 39위 |

## 지중해 게임
| 지중해 게임 기록 | 지중해 게임 기록 | 지중해 게임 기록 | 지중해 게임 기록 | 지중해 게임 기록 | 지중해 게임 기록 | 지중해 게임 기록 | 지중해 게임 기록 | 지중해 게임 기록 | 지중해 게임 기록 |
| 년도             | 결과             | 순위             | 경기             | 승               | 무*              | 패               | 득점             | 실점             | 승점             |
| ---------------- | ---------------- | ---------------- | ---------------- | ---------------- | ---------------- | ---------------- | ---------------- | ---------------- | ---------------- |
| 1951년           | 독립 이전        | 독립 이전        | 독립 이전        | 독립 이전        | 독립 이전        | 독립 이전        | 독립 이전        | 독립 이전        | 독립 이전        |
| 1955년           | 독립 이전        | 독립 이전        | 독립 이전        | 독립 이전        | 독립 이전        | 독립 이전        | 독립 이전        | 독립 이전        | 독립 이전        |
| 1959년           | 독립 이전        | 독립 이전        | 독립 이전        | 독립 이전        | 독립 이전        | 독립 이전        | 독립 이전        | 독립 이전        | 독립 이전        |
| 1963년           | 비회원국         | 비회원국         | 비회원국         | 비회원국         | 비회원국         | 비회원국         | 비회원국         | 비회원국         | 비회원국         |
| 1967년           | 비회원국         | 비회원국         | 비회원국         | 비회원국         | 비회원국         | 비회원국         | 비회원국         | 비회원국         | 비회원국         |
| 1971년           | 비회원국         | 비회원국         | 비회원국         | 비회원국         | 비회원국         | 비회원국         | 비회원국         | 비회원국         | 비회원국         |
| 1975년           | 비회원국         | 비회원국         | 비회원국         | 비회원국         | 비회원국         | 비회원국         | 비회원국         | 비회원국         | 비회원국         |
| 1979년           | 비회원국         | 비회원국         | 비회원국         | 비회원국         | 비회원국         | 비회원국         | 비회원국         | 비회원국         | 비회원국         |
| 1983년           | 비회원국         | 비회원국         | 비회원국         | 비회원국         | 비회원국         | 비회원국         | 비회원국         | 비회원국         | 비회원국         |
| 1987년           | 진출 실패        | 진출 실패        | 진출 실패        | 진출 실패        | 진출 실패        | 진출 실패        | 진출 실패        | 진출 실패        | 진출 실패        |
| 1991년           | 조별리그         | 9위              | 1                | 0                | 0                | 1                | 0                | 3                | 0                |
| 1993년           | 진출 실패        | 진출 실패        | 진출 실패        | 진출 실패        | 진출 실패        | 진출 실패        | 진출 실패        | 진출 실패        | 진출 실패        |
| 1997년           | 진출 실패        | 진출 실패        | 진출 실패        | 진출 실패        | 진출 실패        | 진출 실패        | 진출 실패        | 진출 실패        | 진출 실패        |
| 2001년           | 진출 실패        | 진출 실패        | 진출 실패        | 진출 실패        | 진출 실패        | 진출 실패        | 진출 실패        | 진출 실패        | 진출 실패        |
| 2005년           | 진출 실패        | 진출 실패        | 진출 실패        | 진출 실패        | 진출 실패        | 진출 실패        | 진출 실패        | 진출 실패        | 진출 실패        |
| 2009년           | 진출 실패        | 진출 실패        | 진출 실패        | 진출 실패        | 진출 실패        | 진출 실패        | 진출 실패        | 진출 실패        | 진출 실패        |
| 2013년           | 진출 실패        | 진출 실패        | 진출 실패        | 진출 실패        | 진출 실패        | 진출 실패        | 진출 실패        | 진출 실패        | 진출 실패        |
| 2018년           |                  |                  |                  |                  |                  |                  |                  |                  |                  |
| 합계             | 1회 진출(1/8)    | 조별리그(1회)    | 1                | 0                | 0                | 1                | 0                | 3                | 0                |

## 역대 감독
| 감독      | 임기        |
| --------- | ----------- |
| 요앙 왈랭 | 2020 ~ 2021 |